# إرنست شتادلر
إرنست شتادلر (و. 1883 – 1914 م) هو شاعر، ومترجم، وناقد أدبي، وكاتب، وأستاذ جامعي ألماني، ولد في كولمار، توفي في يبر، عن عمر يناهز 31 عاماً.

## جوائز
حصل على جوائز منها:

منحة رودس

## روابط خارجية
- إرنست ستادلر على موقع ميوزك برينز (الإنجليزية)